# Krystyna Skarżyńska-Bocheńska
Krystyna Skarżyńska-Bocheńska (ur. 15 czerwca 1935 w Warszawie) – polska arabistka i islamistka, literaturoznawczyni, emerytowana profesor w Katedrze Arabistyki i Islamistyki Uniwersytetu Warszawskiego.

## Życiorys
Ukończyła warszawską turkologię, ze ścieżką arabistyczną. Była uczennicą prof. Józefa Bielawskiego i to z nim zaczynała tworzyć warszawską arabistykę. W latach 1980–1981 była kierowniczką Zakładu Arabistyki i Islamistyki UW. Prowadziła zajęcia z zakresu klasycznej i współczesnej literatury arabskiej. Jest członkinią Union Européenne des Arabisants et Islamisants. W 1991 została profesorem UW, a od 2011 profesor emeritus UW.
Na początku swoich badań zajmowała się klasyczną literaturą arabską, a następnie w latach 80. współczesną literaturą tunezyjską. Wynikiem jej pracy i innych warszawskich arabistów było wydanie dwóch tomów Nowej i współczesnej literatury arabskiej (Warszawa 1978 i 1989).
W wyborach parlamentarnych w 1997 bez powodzenia ubiegała się o mandat poselski z listy Akcji Wyborczej Solidarność w województwie siedleckim (otrzymała 1581 głosów).

## Wybrane publikacje
- Nowa i współczesna literatura arabska. Arabski Wschód, J. Bielawski (red.), K. Skarżyńska-Bocheńska, J. Jasińska, Warszawa 1978
- Tradycja i nowatorstwo we współczesnej poezji tunezyjskiej, Wydawnictwo UW, Warszawa 1980
- Nowa i współczesna literatura arabska. Maghreb, J. Bielawski (red.), K. Skarżyńska-Bocheńska, J. Kozłowska. E. Machut-Mendecka, Warszawa 1989
- Adonis. Myśli, obrazy, uczucia, Dialog, Warszawa 1995
- Pieśni gniewu i miłości, PIW, Warszawa 1990 (II wydanie)
- Klasyczna literatura arabska, w: Historia literatury światowej t.12, Literatury Wschodu, PINNEX, Kraków 2006, s.5-106
- Pochwała sztuki słowa. Al-Dżahiz i jego teoria komunikacji, Dialog, Warszawa 2009
- Al-Gahiz and his theory of social communication, Dialog, Warszawa 2010